# 塞蒂克達斯
23°58′12″S 55°02′09″W / 23.97000°S 55.03583°W
塞蒂克達斯（葡萄牙語：Sete Quedas），是巴西的城鎮，位於該國西部，由南馬托格羅索州負責管轄，始建於1980年5月13日，面積826平方公里，海拔高度407米，2011年人口11,768，人口密度每平方公里13.04人。